# Ньюмаркет (Англия)
Нью́маркет (англ. Newmarket) — рыночный город в районе Форест-Хит графства Суффолк (Англия), в 105 километрах к северу от Лондона. Приобрёл известность благодаря скачкам, проводящимся здесь же, на одноимённом ипподроме «Ньюмаркет», являющимся центром английского чистокровного коннозаводства.

## Погода
Максимальным средним показателем января является 8°, минимальным - 2°. В это время Максимальным средним показателем июля является 23°, минимальным - 13°. 
1. ↑  Parish Profiles // (unknown type) — Office for National Statistics.

## История
В годы правления Якова I по его указу был построен королевский дворец. После него в нём жили последующие представители знатной династии, в том числе Карл I и Карл II. В нём часто бывала и мать нынешнего монарха Карла III – королева Елизавета II. Она посещала конезавод и наблюдала, как специалисты обучают лошадей.
Со скачками связано каждое третье рабочее место в городе. Кроме ипподрома и полигонов, в Ньюмаркете открыты 3 больницы для поддержания здоровья и лечения лошадей. Кроме того, город известен как крупный центр по их экспорту.
Предположительно название города происходит от латинской фразы, означающей «новый рынок». В 1605 году его посетил король Англии и Ирландии Джеймс I. Он не был впечатлён поселением, пренебрежительно назвав его бедной деревней.
Позднее он решил превратить здешнюю местность в свою резиденцию. Её строили на протяжении 4 лет, с 1606 по 1610 годы. За тот период в границах королевского поместья появился дворец и церковь во имя Всех Святых. В годы правления Джеймса I Ньюмаркет превратился в популярное место отдыха аристократов. Тогда же здесь стали проводить скачки.
В 1619 году вблизи дворца построили 3-этажное здание в итальянском стиле для принца Уэльского. В 1642 году в своём королевском поместье Карл I принимал парламентскую делегацию. Её представители требовали капитуляцию его вооружённых сил. В годы гражданской войны Ньюмаркет оставался предан роялистским взглядам, не изменяя им.
К 1649 году дворец пришёл в запустенье и требовал реконструкции. Спустя несколько месяцев у него появился новый владелец – Джон Окей, купивший королевское поместье. В его бытность часть строений была снесена.
Когда к власти пришёл Карл II, Ньюмаркет вновь стал королевским поместьем. В 1668 году он поручил архитектору Уильяму Самвелу построить новый дворец. Позднее, в начале 19 столетия его часть снесли и уменьшили в объёме. В том облике он и дошёл до нынешних времён.
В городе предусмотрены специальные конные маршруты, по которым лошади совершают переход к учебным полигонам. С ними работают многие известные тренеры, в частности сэр Майкл Стаут, Джон Госден, Саид Бин Серура, Чарли Эпплби. Почти 70 инструкторов, имеющих лицензии, обучают породистых лошадей. В городе ведёт деятельность знаменитый Национальный Музей конного спорта, а также находится база переподготовки лошадей.

## Конные скачки
В городе есть два ипподрома, расположенные на Ньюмаркет-Хит: Роули-Майл (англ. The Rowley Mile) и Июльский курс (англ. The July Course). Роули-Майл является местом проведения двух классических гонок Ньюмаркета: «2000 гиней» и «1000 гиней», двух самых престижных гонок в мире, которые проводятся каждый год в первые выходные мая. Стоимость победителей этих скачек часто сразу увеличивается на миллионы фунтов. Здесь также проводится День будущих чемпионов, который проводится в выходные перед Днем чемпионов в Аскоте и включает в себя очень важные ставки Дьюхерст. Июльский курс является местом проведения Июльского кубка, Фалмутских ставок и ряда других очень важных скачек. Два маршрута разделены Дьявольской дамбой. Это большое земляное сооружение начинается в соседнем Вуддиттоне (иногда его называют Вуд-Диттон) и заканчиваются в Риче, на расстоянии более семи миль (одиннадцати километров). 